# Guillaume-Balthazar Cousin de Grainville
Pour les articles homonymes, voir Cousin et Grainville (homonymie).
Guillaume-Balthazar Cousin de Grainville, né le 27 mars 1745 au Havre et mort à Cahors le 2 mars 1828, est un prélat français. Il est évêque de Cahors de 1802 à sa mort.

## Biographie

### Prêtre de l'Ancien Régime
Guillaume-Balthazar Cousin de Grainville naît au sein d'une famille de la noblesse de robe. Il est le frère aîné de Jean-Baptiste Cousin de Grainville, prêtre et écrivain.
Il fait ses études à Paris, entre en 1768 au petit séminaire de Saint-Sulpice et obtient en 1770 une licence en théologie à l'Université de Paris. Il est ordonné prêtre et nommé chanoine, vicaire général et chancelier de l'Université de Montpellier.
Pendant la Révolution, il refuse de prêter serment à la constitution civile du clergé et se cache.

### Évêque concordataire
En 1802, Étienne-Hubert de Cambacérès, promu archevêque de Rouen, choisit Cousin de Grainville, qu'il avait connu à Montpellier, comme vicaire général du diocèse de Rouen, mais cette nomination est refusée par Napoléon, parce que Cambacérès nomme trop de réfractaires. En compensation, Cousin de Grainville est nommé évêque de Cahors le 2 juillet 1802,.

Les diocèses à la suite du Concordat. Le diocèse de Cahors, étendu, est suffragant de l'archevêché de Toulouse.

Pendant quelques années, son diocèse ne couvre pas seulement le Lot, mais aussi l'Aveyron (jusqu'en 1817) et presque tout l'actuel Tarn-et-Garonne (jusqu'à la création de ce département en 1808). À partir de 1803, il recrée le chapitre cathédral, fait des visites pastorales dans les paroisses de son diocèse et les réorganise. Il fonde à Cahors deux écoles tenues par des religieux, une de filles et une de garçons et d'autres écoles dans différentes localités de son diocèse. Il rétablit un grand séminaire à Cahors et un autre à Rodez.
Il assiste au sacre de Napoléon et proclame les bienfaits de l'Empire dans ses mandements. Il est créé baron d'Empire le 10 septembre 1808 et participe au concile de 1811. Il fait célébrer plusieurs Te Deum à diverses occasions : naissance de l'Empire, victoires, etc.
En 1814, lors la première Restauration, il se rallie à Louis XVIII et affirme son attachement au nouveau roi. Puis, pendant, les Cent-Jours, il déclare publiquement son soutien à Napoléon. Pendant la seconde Restauration, de la même manière qu'il avait organisé sous l'Empire les différentes cérémonies religieuses de fidélité à Napoléon (Te Deum, Saint-Napoléon), il fait célébrer des services dédiés à Louis XVI, Marie-Antoinette, le duc de Berry, Louis XVIII, etc. Il remplace le catéchisme d'Empire par celui en usage sous l'Ancien Régime.
En décembre 1815, il crée un petit séminaire dans le Lot et un autre dans l'Aveyron. En 1818, il rétablit dans ses anciens locaux le grand séminaire de Cahors. En 1824, il favorise la création d'un couvent de carmélites à Cahors.
Il meurt en fonction, à Cahors, le 2 mars 1828, d'une apoplexie et son inhumation a lieu le 8 mars, dans une chapelle de la cathédrale de Cahors.

## Distinction
- Chevalier de la Légion d'honneur (26 octobre 1804)[5]

## Héraldique
Écartelé : aux et 1 et 4 d'azur à trois molettes d'or ; au 2 de gueules à la croix alaisée d'or, qui est des barons évêques ; au 4 d'argent à un bœuf passant de sable, onglé et accorné d'or.

### Notices biographiques
- Jacques-Olivier Boudon, Les élites religieuses à l'époque de Napoléon. Dictionnaire des évêques et vicaires généraux du Premier Empire, Paris, Nouveau Monde éditions / Fondation Napoléon, 2002, 313 p. (ISBN 2-84736-008-5), p. 118-119.
- Eugène Sol, « Mgr Guillaume Balthazar Cousin de Grainville premier évêque concordataire de Cahors », Bulletin de la société des études littéraires, scientifiques et artistiques du Lot, vol. 54-55-56,‎ 1933-1935, p. 380-395, 124-139, 192-207, 311-325, 389-397, 209-220 (lire en ligne).